# Budizem po državah
Seznam pripadnikov budizma po državah prikazuje porazdelitev vernikov budizma, ki jo je leta 2010 izvajalo približno 535 milijonov ljudi, kar predstavlja 7 % do 8 % celotnega svetovnega prebivalstva.
Budizem je prevladujoča religija v Butanu, Mjanmaru, Kambodži, celinski Kitajski, Hongkongu, Japonskem, Tibetu, Laosu, Macau, Mongoliji, Singapurju, Šrilanki, Tajvanu, Tajskem, Kalmikiji in Vietnamu. Velike budistične populacije živijo v Severni Koreji, Nepalu, Indiji in Južni Koreji. Kitajska je država z največjo populacijo budistov s približno 244 milijoni ali 18,2 % njenega celotnega prebivalstva. Ti so večinoma privrženci kitajskega načina mahajane, kar jo naredi za največje telo budističnih tradicij.
Mahajani, ki se izvaja tudi v širši vzhodni Aziji, sledi več kot polovica vseh budistov na svetu. Druga največji način budizma je teravada, ki ji večinoma sledijo v jugovzhodni Aziji in na Šrilanki. Tretja največja skupina je vajrajana, ki ji sledijo večinoma v Tibetu, Butanu, Nepalu, Mongoliji in delih Rusije, vendar je razširjena po vsem svetu. Četrta največja skupina je Navajana, ki ji večinoma sledijo v Indiji.
Po mnenju učenjaka Petra Harveyja je število privržencev vzhodnega budizma (mahajana) 360 milijonov, južnega budizma (teravada) 150 milijonov in severnega budizma (vajrajana) 18,2 milijonov. Sedem milijonov dodatnih budistov najdemo zunaj držav Azije. 

## Po državah
| Država/ozemlje               | Ocene organizacije Pew (2010) | Ocene organizacije Pew (2010) | Ocene organizacije Pew (2010) | Druge ocene                                                                |
| Država/ozemlje               | Prebivalstvo                  | % budist                      | Št. budistov                  | Druge ocene                                                                |
| ---------------------------- | ----------------------------- | ----------------------------- | ----------------------------- | -------------------------------------------------------------------------- |
| Afganistan                   | 31.410.000                    | < 0,1 %                       | < 10.000                      |                                                                            |
| Albanija                     | 3.200.000                     | < 0,1 %                       | < 10.000                      |                                                                            |
| Alžirija                     | 35.470.000                    | < 0,1 %                       | < 10.000                      |                                                                            |
| Ameriška Samoa               | 70.000                        | 0,3 %                         | < 10.000                      |                                                                            |
| Andora                       | 80.000                        | < 0,1 %                       | < 10.000                      |                                                                            |
| Angola                       | 19.080.000                    | < 0,1 %                       | < 10.000                      |                                                                            |
| Argentina                    | 40.410.000                    | < 0,1 %                       | 20.000                        |                                                                            |
| Armenija                     | 3.090.000                     | < 0,1 %                       | < 10.000                      |                                                                            |
| Aruba                        | 110.000                       | 0,1 %                         | < 10.000                      |                                                                            |
| Avstralija                   | 22.270.000                    | 2,7 %                         | 600.000                       |                                                                            |
| Avstrija                     | 8.390.000                     | 0,2 %                         | 20.000                        |                                                                            |
| Azerbajdžan                  | 9.190.000                     | < 0,1 %                       | < 10.000                      |                                                                            |
| Bahami                       | 340.000                       | < 0,1 %                       | < 10.000                      |                                                                            |
| Bahrajn                      | 1.260.000                     | 2,5 %                         | 30.000                        |                                                                            |
| Bangladeš                    | 148.690.000                   | 0,5 %                         | 720.000                       | 0,6 % (popis 2011)                                                         |
| Barbados                     | 270.000                       | < 0,1 %                       | < 10.000                      |                                                                            |
| Belorusija                   | 9.600.000                     | < 0,1 %                       | < 10.000                      |                                                                            |
| Belgija                      | 10.710.000                    | 0,2 %                         | 30.000                        | 0,3 % (2018)                                                               |
| Belize                       | 310.000                       | 0,5 %                         | < 10.000                      |                                                                            |
| Benin                        | 8.850.000                     | < 0,1 %                       | < 10.000                      |                                                                            |
| Bermuda                      | 60.000                        | 0,5 %                         | < 10.000                      |                                                                            |
| Butan                        | 730.000                       | 74,7 %                        | 540.000                       |                                                                            |
| Bolivija                     | 9.930.000                     | < 0,1 %                       | < 10.000                      |                                                                            |
| Bocvana                      | 2.010.000                     | < 0,1 %                       | < 10.000                      |                                                                            |
| Brazilija                    | 194.950.000                   | 0,1 %                         | 250.000                       |                                                                            |
| Brunej                       | 400.000                       | 8,6 %                         | 30.000                        |                                                                            |
| Bolgarija                    | 7.490.000                     | < 0,1 %                       | < 10.000                      |                                                                            |
| Burkina Faso                 | 16.470.000                    | < 0,1 %                       | < 10.000                      |                                                                            |
| Kambodža                     | 14.140.000                    | 97,9 %                        | 13.690.000                    | 97,9 % (2013)                                                              |
| Kamerun                      | 19.600.000                    | < 0,1 %                       | < 10.000                      |                                                                            |
| Kanada                       | 34.020.000                    | 0,8 %                         | 280.000                       | 1,1 % / 366.830 (popis 2011)                                               |
| Čad                          | 11.230.000                    | < 0,1 %                       | < 10.000                      |                                                                            |
| Čile                         | 17.110.000                    | < 0,1 %                       | 10.000                        |                                                                            |
| Kitajska                     | 1.341.340.000                 | 18,2 %                        | 244.130.000                   |                                                                            |
| Kolumbija                    | 46.290.000                    | < 0,1 %                       | < 10.000                      |                                                                            |
| Demokratična republika Kongo | 65.970.000                    | < 0,1 %                       | < 10.000                      |                                                                            |
| Republika Kongo              | 4.040.000                     | < 0,1 %                       | < 10.000                      |                                                                            |
| Kostarika                    | 4.660.000                     | < 0,1 %                       | < 10.000                      | 2,34 % / 100.000 (2012)                                                    |
| Slonokoščena obala           | 19.740.000                    | < 0,1 %                       | < 10.000                      |                                                                            |
| Hrvaška                      | 4.400.000                     | < 0,1 %                       | < 10.000                      |                                                                            |
| Kuba                         | 11.260.000                    | < 0,1 %                       | < 10.000                      |                                                                            |
| Ciper                        | 1.100.000                     | 0,2 %                         | < 10.000                      |                                                                            |
| Češka                        | 10.490.000                    | < 0,1 %                       | < 10.000                      |                                                                            |
| Danska                       | 5.550.000                     | 0,2 %                         | 10.000                        | 1,1 % / 64.000 (2018)                                                      |
| Dominika                     | 70.000                        | 0,1 %                         | < 10.000                      |                                                                            |
| Dominikanska republika       |                               | < 0,1 %                       | < 10.000                      |                                                                            |
| Ekvador                      |                               | < 0,1 %                       | < 10.000                      |                                                                            |
| Egipt                        |                               | < 0,1 %                       | < 10.000                      |                                                                            |
| El Salvador                  |                               | < 0,1 %                       | < 10.000                      |                                                                            |
| Estonija                     |                               | < 0,1 %                       | < 10.000                      |                                                                            |
| Etiopija                     |                               | < 0,1 %                       | < 10.000                      |                                                                            |
| Falklandski otoki            |                               | < 0,1 %                       | < 10.000                      |                                                                            |
| Zvezne države Mikronezije    | 110.000                       | 0,4 %                         | < 10.000                      |                                                                            |
| Fidži                        |                               | < 0,1 %                       | < 10.000                      |                                                                            |
| Finska                       |                               | < 0,1 %                       | < 10.000                      |                                                                            |
| Francija                     | 62.790.000                    | 0,5 %                         | 280.000                       |                                                                            |
| Francoska Gvajana            |                               | < 0,1 %                       | < 10.000                      |                                                                            |
| Francoska Polinezija         |                               | < 0,1 %                       | < 10.000                      |                                                                            |
| Nemčija                      | 82.300.000                    | 0,3 %                         | 210.000                       | 270.000 (2016)                                                             |
| Gana                         |                               | < 0,1 %                       | < 10.000                      |                                                                            |
| Grčija                       |                               | < 0,1 %                       | < 10.000                      |                                                                            |
| Guam                         | 180.000                       | 1,1 %                         | < 10.000                      |                                                                            |
| Gvatemala                    |                               | < 0,1 %                       | < 10.000                      |                                                                            |
| Gvineja                      |                               | < 0,1 %                       | < 10.000                      |                                                                            |
| Gvajana                      |                               | < 0,1 %                       | < 10.000                      |                                                                            |
| Haiti                        |                               | < 0,1 %                       | < 10.000                      |                                                                            |
| Honduras                     | 7.600.000                     | 0,1 %                         | < 10.000                      |                                                                            |
| Hongkong                     | 7.050.000                     | 13,2 %                        | 930.000                       |                                                                            |
| Madžarska                    |                               | < 0,1 %                       | < 10.000                      |                                                                            |
| Islandija                    | 320.000                       | 0,4 %                         | < 10.000                      |                                                                            |
| Indija                       | 1.224.610.000                 | 0,8 %                         | 9.250.000                     | 0,7 % / 8.442.972 (popis 2011)                                             |
| Indonezija                   | 266.535.000                   | 0,8 %                         | 2,062,150                     |                                                                            |
| Iran                         |                               | < 0,1 %                       | < 10.000                      |                                                                            |
| Irak                         |                               | < 0,1 %                       | < 10.000                      |                                                                            |
| Irska                        | 4.470.000                     | 0,2 %                         | < 10.000                      |                                                                            |
| Izrael                       | 7.420.000                     | 0,3 %                         | 20.000                        |                                                                            |
| Italija                      | 60.550.000                    | 0,2 %                         | 110.000                       | 0,3 % / 160.000 (Po Caritas Italiana)                                      |
| Jamajka                      | 2.740.000                     | < 0,1 %                       | < 10.000                      |                                                                            |
| Japonska                     | 126.540.000                   | 36,2 %                        | 45.820.000                    | 67 % ali 84.336.539 (2018, verski letopis ACA); manj kot 20 % (2017, JGSS) |
| Jordan                       | 6.190.000                     | 0,4 %                         | 20.000                        |                                                                            |
| Kazahstan                    | 16.030.000                    | 0,2 %                         | 40.000                        |                                                                            |
| Kenija                       |                               | < 0,1 %                       | < 10.000                      |                                                                            |
| Severna Koreja               | 24.350.000                    | 1,5 %                         | 370.000                       |                                                                            |
| Južna Koreja                 | 48.180.000                    | 22,9 %                        | 11.050.000                    |                                                                            |
| Kuvajt                       | 2.740.000                     | 2,8 %                         | 80.000                        | 4 % / 100.000 (2006)                                                       |
| Kirgizistan                  |                               | < 0,1 %                       | < 10.000                      |                                                                            |
| Laos                         | 6.200.000                     | 66,1 %                        | 4.100.000                     |                                                                            |
| Latvija                      |                               | < 0,1 %                       | < 10.000                      |                                                                            |
| Libanon                      | 4.230.000                     | 0,2 %                         | < 10.000                      |                                                                            |
| Lesoto                       |                               | < 0,1 %                       | < 10.000                      |                                                                            |
| Liberija                     |                               | < 0,1 %                       | < 10.000                      |                                                                            |
| Libija                       | 6.360.000                     | 0,3 %                         | 20.000                        |                                                                            |
| Liechtenstein                |                               | < 0,1 %                       | < 10.000                      |                                                                            |
| Litva                        |                               | < 0,1 %                       | < 10.000                      |                                                                            |
| Luksemburg                   |                               | < 0,1 %                       | < 10.000                      |                                                                            |
| Macau                        | 540.000                       | 17,3 %                        | 90.000                        | 80 % / 455.000 (vladno poročilo 2012)                                      |
| Madagaskar                   |                               | < 0,1 %                       | < 10.000                      |                                                                            |
| Malavi                       |                               | < 0,1 %                       | < 10.000                      |                                                                            |
| Malezija                     | 28.400.000                    | 19,8 %                        | 5.010.000                     |                                                                            |
| Maldivi                      | 320.000                       | 0,6 %                         | < 10.000                      |                                                                            |
| Mali                         |                               | < 0,1 %                       | < 10.000                      |                                                                            |
| Malta                        |                               | < 0,1 %                       | < 10.000                      |                                                                            |
| Martinik                     |                               | < 0,1 %                       | < 10.000                      |                                                                            |
| Mavricij                     |                               | < 0,1 %                       | < 10.000                      |                                                                            |
| Mehika                       |                               | < 0,1 %                       | < 10.000                      |                                                                            |
| Mongolija                    | 2.760.000                     | 55,1 %                        | 1.520.000                     | Do 93 %                                                                    |
| Črna gora                    |                               | < 0,1 %                       | < 10.000                      |                                                                            |
| Maroko                       |                               | < 0,1 %                       | < 10.000                      |                                                                            |
| Mozambik                     |                               | < 0,1 %                       | < 10.000                      |                                                                            |
| Mjanmar (Burma)              | 47.960.000                    | 89,9 %                        | 38.410.000                    | 87,9 % (popis 2014)                                                        |
| Namibija                     |                               | < 0,1 %                       | < 10.000                      |                                                                            |
| Nauru                        | 10.000                        | 1,1 %                         | < 10.000                      |                                                                            |
| Nepal                        | 29.960.000                    | 10,3 %                        | 3.080.000                     |                                                                            |
| Nizozemska                   | 16.610.000                    | 0,2 %                         | 40.000                        |                                                                            |
| Nova Kaledonija              | 250.000                       | 0,6 %                         | < 10.000                      |                                                                            |
| Nova Zelandija               | 4.370.000                     | 1,6 %                         | 70.000                        |                                                                            |
| Nikaragva                    |                               | < 0,1 %                       | < 10.000                      |                                                                            |
| Nigerija                     | 158.420.000                   | < 0,1 %                       | 10.000                        |                                                                            |
| Severni Marianski otoki      | 60.000                        | 10,6 %                        | < 10.000                      |                                                                            |
| Severna Makedonija           |                               | < 0,1 %                       | < 10.000                      |                                                                            |
| Norveška                     | 4.880.000                     | 0,6 %                         | 30.000                        |                                                                            |
| Oman                         | 2.780.000                     | 0,8 %                         | 20.000                        | 1,20 % / 30.501                                                            |
| Pakistan                     | 173.590.000                   | < 0,1 %                       | 20.000                        |                                                                            |
| Palau                        | 20.000                        | 0,8 %                         | < 10.000                      |                                                                            |
| Palestina                    |                               | < 0,1 %                       | < 10.000                      |                                                                            |
| Panama                       | 3.520.000                     | 0,2 %                         | < 10.000                      |                                                                            |
| Papua Nova Gvineja           |                               | < 0,1 %                       | < 10.000                      |                                                                            |
| Paragvaj                     |                               | < 0,1 %                       | < 10.000                      |                                                                            |
| Peru                         | 29.080.000                    | 0,2 %                         | 50.000                        |                                                                            |
| Filipini                     | 93.260.000                    | < 0,1 %                       | 80.000                        | 46.558 (popis 2010)                                                        |
| Poljska                      |                               | < 0,1 %                       | < 10.000                      |                                                                            |
| Portugalska                  | 10.680.000                    | 0,6 %                         | 60.000                        |                                                                            |
| Portoriko                    | 3.750.000                     | 0,3 %                         | 10.000                        |                                                                            |
| Katar                        | 1.760.000                     | 3,1 %                         | 50.000                        |                                                                            |
| Reunion                      | 850.000                       | 0,2 %                         | < 10.000                      |                                                                            |
| Romunija                     |                               | < 0,1 %                       | < 10.000                      |                                                                            |
| Rusija                       | 142.960.000                   | 0,1 %                         | 170.000                       | 0,6 % / 866.500 (2016)                                                     |
| Savdska Arabija              | 27.450.000                    | 0,3 %                         | 90.000                        | 1,5 % / 414.016 (2007)                                                     |
| Senegal                      | 12.430.000                    | 0,3 %                         | < 10.000                      |                                                                            |
| Srbija                       |                               | < 0,1 %                       | < 10.000                      |                                                                            |
| Sejšeli                      |                               | < 0,1 %                       | < 10.000                      |                                                                            |
| Sierra Leone                 | 5.870.000                     | 0,3 %                         | < 10.000                      |                                                                            |
| Singapur                     | 5.090.000                     | 33,9 %                        | 1.730.000                     |                                                                            |
| Slovaška                     |                               | < 0,1 %                       | < 10.000                      |                                                                            |
| Slovenija                    |                               | < 0,1 %                       | < 10.000                      |                                                                            |
| Salomonovi otoki             | 540.000                       | 0,3 %                         | < 10.000                      |                                                                            |
| Južna Afrika                 | 50.130.000                    | 0,2 %                         | 100.000                       |                                                                            |
| Španija                      |                               | < 0,1 %                       | < 10.000                      |                                                                            |
| Šrilanka                     | 20.860.000                    | 69,3 %                        | 14.450.000                    | 70,2 % / 14.222.844 (popis 2011)                                           |
| Sudan                        |                               | < 0,1 %                       | < 10.000                      |                                                                            |
| Surinam                      | 520.000                       | 0,6 %                         | < 10.000                      |                                                                            |
| Esvatini                     |                               | < 0,1 %                       | < 10.000                      |                                                                            |
| Švedska                      | 9.380.000                     | 0,4 %                         | 40.000                        |                                                                            |
| Švica                        | 7.660.000                     | 0,4 %                         | 30.000                        |                                                                            |
| Tajvan                       | 23.220.000                    | 21,3 %                        | 4.950.000                     | 35 % / 8.050.000 (2006)                                                    |
| Tadžikistan                  |                               | < 0,1 %                       | < 10.000                      |                                                                            |
| Tanzanija                    |                               | < 0,1 %                       | < 10.000                      |                                                                            |
| Tajska                       | 69.120.000                    | 93,2 %                        | 64.420.000                    | 94,5 % / 63 620 298 (popis 2015)                                           |
| Iti                          |                               | < 0,1 %                       | < 10.000                      |                                                                            |
| Tonga                        | 100.000                       | < 0,1 %                       | < 10.000                      |                                                                            |
| Tunizija                     |                               | < 0,1 %                       | < 10.000                      |                                                                            |
| Trinidad in Tobago           | 1.340.000                     | 0,3 %                         | < 10.000                      |                                                                            |
| Turčija                      | 72.750.000                    | < 0,1 %                       | 40.000                        |                                                                            |
| Turkmenistan                 |                               | < 0,1 %                       | < 10.000                      |                                                                            |
| Tuvalu                       |                               | < 0,1 %                       | < 10.000                      |                                                                            |
| Uganda                       |                               | < 0,1 %                       | < 10.000                      |                                                                            |
| Ukrajina                     | 45.450.000                    | < 0,1 %                       | 20.000                        |                                                                            |
| Združeni Arabski Emirati     | 7.510.000                     | 2 %                           | 150.000                       | 5 % / 222.201 (2006)                                                       |
| Združeno kraljestvo          | 62.040.000                    | 0,4 %                         | 240.000                       |                                                                            |
| Združene države              | 310.380.000                   | 1,2 %                         | 3.570.000                     |                                                                            |
| Urugvaj                      |                               | < 0,1 %                       | < 10.000                      |                                                                            |
| Ameriški Deviški otoki       |                               | < 0,1 %                       | < 10.000                      |                                                                            |
| Uzbekistan                   | 27.440.000                    | < 0,1 %                       | < 10.000                      |                                                                            |
| Vanuatu                      |                               | < 0,1 %                       | < 10.000                      |                                                                            |
| Venezuela                    |                               | < 0,1 %                       | < 10.000                      |                                                                            |
| Vietnam                      | 87.850.000                    | 16,4 %                        | 14.380.000                    | Do dve tretjini                                                            |
| Jemen                        |                               | < 0,1 %                       | < 10.000                      |                                                                            |
| Zambija                      |                               | < 0,1 %                       | < 10.000                      |                                                                            |
| Zimbabve                     |                               | < 0,1 %                       | < 10.000                      |                                                                            |
| Svet                         | 6.895.890.000                 | 7,1 %                         | 487.540.000                   |                                                                            |

## Po regiji
| Regija                         | Ocenjena skupna populacija | Ocenjena budistična populacija | %      |
| ------------------------------ | -------------------------- | ------------------------------ | ------ |
| Azijsko-pacifiška              | 4.054.990.000              | 481.290.000                    | 11,9 % |
| Severna Amerika                | 344.530.000                | 3.860.000                      | 1,1 %  |
| Evrope                         | 742.550.000                | 1.330.000                      | 0,2 %  |
| Bližnji vzhod - Severna Afrika | 341.020.000                | 500.000                        | 0,1 %  |
| Latinska Amerika - Karibi      | 590.080.000                | 410.000                        | <0,1 % |
| Skupaj                         | 6.895.890.000              | 487.540.000                    | 7,1 %  |

## Deset držav z največjim budističnim prebivalstvom
| Država                            | Ocenjena budistična populacija | % celotnega prebivalstva države   | % svetovnega budističnega prebivalstva |
| --------------------------------- | ------------------------------ | --------------------------------- | -------------------------------------- |
| Kitajska                          | 244.130.000                    | 18,2 %                            | 50,1 %                                 |
| Tajska                            | 64.420.000                     | 94,5 %                            | 13,2 %                                 |
| Japonska                          | 45.820.000                     | 36,2 %                            | 9,4 %                                  |
| Mjanmar                           | 38.410.000                     | 87,9 %                            | 7,9 %                                  |
| Šrilanka                          | 14.450.000                     | 70,2 %                            | 3,0 %                                  |
| Vietnam                           | 14.380.000                     | 16,4 %                            | 2,9 %                                  |
| Kambodža                          | 13.690.000                     | 96,9 %                            | 2,8 %                                  |
| Južna Koreja                      | 11.050.000                     | 22,9 %                            | 2,3 %                                  |
| Indija                            | 9.250.000                      | 0,8 %                             | 1,9 %                                  |
| Malezija                          | 5.010.000                      | 19,8 %                            | 1,0 %                                  |
| Vmesni seštevek za deset držav    | 460.620.000                    | (% vseh desetih držav) 15,3 %     | 94,5 %                                 |
| Vmesni seštevek za preostali svet | 26.920.000                     | (% svetovnega prebivalstva) 0,4 % | 5,5 %                                  |
| Skupaj na svetu                   | 487.540.000                    | 7,1 %                             | 100 %                                  |